# Contea di Delaware (New York)
La contea di Delaware è una contea del sud-est dello Stato di New York negli Stati Uniti. Il capoluogo di contea è Delhi.

## Geografia fisica
La contea si trova nel centro-sud-est del lo Stato, al confine con la Pennsylvania. Il territorio è prevalentemente montuoso e la massima elevazione è raggiunta con i 1 073 metri della Bearpen Mountain posta al confine con la contea di Greene. Nell'area centrale della contea scorrono verso sud-ovest i due rami del fiume Delaware che nascono nelle Catskill Mountains. Il ramo occidentale (West Branch Delaware River) alimenta il lago artificiale della Cannonsville Reservoir, che coprendo una superficie di 728 km² è la più grande riserva d'acqua della città di New York.
Raggiunto il confine con la contea di Broome il ramo occidentale del Delaware piega verso sud-ovest segnando parte del confine con la contea di Broome e con la Pennsylvania. Il ramo orientale del Delaware (East Branch Delaware River) nasce nella contea ed alimenta il lago artificiale della Pepacton Reservoir, che è la più grande riserva d'acqua di New York per volume (54,3 milioni di m³). Proseguendo verso sud-ovest il ramo occidentale del Delaware riceve da sud il fiume Beaverkill finché al confine con la Pennsylvania confluisce con il ramo orientale formando il fiume Delaware che segna il rimanente confine con la Pennsylvania. Il confine nord-occidentale è segnato dal fiume Susquehanna.
Il capoluogo di contea è la cittadina di Delhi che è attraversata dal ramo occidentale del Delaware.
In questa contea è presente il toponimo Agloe, utilizzato come toponimo fittizio per far emergere eventuali copie non auturizzate delle mappe disegnate dalla General Drafting Company.

### Contee confinanti
- Contea di Otsego - nord
- Contea di Schoharie - nord-est
- Contea di Greene - est
- Contea di Ulster - sud-est
- Contea di Sullivan - sud
- Contea di Wayne (Pennsylvania) - sud-ovest
- Contea di Broome - ovest
- Contea di Chenango - nord-ovest

## Storia
I primi abitanti dell'area erano i nativi Delaware, di lingua algonchina. La contea fu fondata nel 1797 e fu chiamata così in onore di Thomas West, XII Barone De La Warr.

## Towns[3]
| - Andes - Bovina - Colchester - Davenport - Delhi (capoluogo) - Deposit - Franklin - Hamden - Hancock - Harpersfield | - Kortright - Masonville - Meredith - Middletown - Roxbury - Sidney - Stamford - Tompkins - Walton |